# Парк Феникс (Ницца)
Ботанический и зоологический парк Феникс (Parc Phoenix) — одно из достопримечательностей Ниццы, компактно расположен на площади 7 га невдалеке от местного аэропорта.

## Территория парка
Парк существует с февраля 1990 года и привлекает множество гостей практически круглый год. Пик посещений приходится на тёплый летний период с апреля по сентябрь.
Парк разделён на несколько зон:
- Вход с Амфитеатром и Музыкальным фонтаном, Залом экспозиций и Центральным озером с водоплавающими птицами
- Экологические зоны
  - Засушливые территории
  - Вересковые
  - Средиземноморские террасы
  - Центральный фонтан
  - Оазис
- Тематические зоны
  - Остров ископаемых
  - Кратеры
  - Коллекция пальм
  - Сад для детей
  - Коллекция съедобных растений
  - Пирамида
- Человек и растения
- Оранжерея, самая большая в Европе, содержит 2500 редких видов растений.
  - Папоротники и кайманы
  - Аквариум с экзотическими рыбами и насекомыми

На территории парка можно встретить свободно гуляющих павлинов, которые часто убегают из своего вальера.